# 天主教索爾福德教區
天主教索爾福德教區（拉丁語：Dioecesis Salfordensis）是英國英格蘭一個羅馬天主教教區。範圍包括昔日蘭開夏的東南部地區。屬利物浦總教區。座堂位於大曼徹斯特索爾福德市。
2011年，有293,400名教友，估轄區總人口12.9%，有145個堂區、281名司鐸、75名修士、205名修女。現任主教為特倫斯·布萊恩。1850年9月29日英格蘭恢復聖統制，建立本教區。